# جون شانون هسندريكس
جون شانون هسندريكس (بالإنجليزية: John Shannon Hendrix)‏ هو كاتب غير روائي وبروفيسور ومهندس معماري وفيلسوف أمريكي، ولد في 27 أبريل 1959.

## وصلات خارجية
- الموقع الرسمي